# Bolesław Bierut
Bolesław Bierut (Rury Jezuickie, cercanías de Lublin, 18 de abril de 1892 – Moscú, 12 de marzo de 1956) fue un político, activista comunista polaco líder de la República Popular de Polonia desde 1947 hasta 1956. Fue presidente del Consejo Nacional del Estado de 1944 a 1947, Presidente de Polonia de 1947 a 1952, Secretario General del Comité Central del Partido Obrero Unificado Polaco de 1948 a 1956, y primer ministro de Polonia de 1952 a 1954. 
Bierut fue una persona autodidacta.  Implementó aspectos estalinistas en Polonia. Junto con Władysław Gomułka, su principal rival, Bierut es el principal responsable de los cambios históricos que Polonia experimentó después de la Segunda Guerra Mundial. A diferencia de cualquiera de sus sucesores comunistas, Bierut dirigió Polonia hasta su muerte.
Nacido en el Zarato de Polonia, en las afueras de Lublin, Bierut entró en política en 1912 uniéndose al Partido Socialista Polaco. Más tarde se convirtió en miembro del Partido Comunista Polaco y pasó algunos años en la Unión Soviética, donde funcionó como agente de la Comintern, educado en la Unión Soviética Escuela Internacional Lenin e instituciones similares en otras partes de Europa. Fue condenado a prisión en 1935 por realizar actividades laborales ilegales en Polonia por el gobierno anticomunista.
Después de haber asistido solo a una escuela primaria durante varios años antes de ser expulsado, más tarde desarrolló un interés en la economía y tomó algunos cursos cooperativos en la Escuela de Economía de Varsovia. Se unió al movimiento cooperativo en su juventud. Después de su liberación de la prisión en 1938, se empleó como contable para Społem hasta el estallido de la guerra.
Durante la guerra, Bierut fue un activista del recién fundado Partido Obrero Polaco (PPR) y posteriormente presidente del Consejo Nacional del Estado (KRN), establecido por el PPR. Mientras el Ejército Rojo empujaba a la Wehrmacht del este de Polonia, la Lublin liberada se convirtió en la sede temporal del Comité Polaco de Liberación Nacional por iniciativa suya. Con la confianza de Iósif Stalin, Bierut participó en la Conferencia de Potsdam, donde presionó con éxito para el establecimiento de la frontera occidental de Polonia en la línea Oder-Neisse. Por lo tanto, la conferencia otorgó a Polonia los "Territorios recuperados" posteriores a Alemania en su máxima extensión posible.
Después de las elecciones legislativas polacas de 1947, marcadas por el fraude electoral, Bierut se convirtió en el primer presidente de Polonia de la posguerra. En 1952, la nueva constitución de la República Popular de Polonia (hasta entonces conocida como la República de Polonia) abolió el cargo de presidente y se impuso oficialmente un gobierno marxista-leninista. Durante el mandato de Bierut se reprimió a a la Iglesia católica y los anticomunistas polacos. Como líder "de facto" de Polonia, residía en el Palacio Belwederski y encabezaba el Partido Obrero Unificado Polaco desde la sede del partido en la Calle Nowy Świat en el centro de Varsovia. conocido como "Dom Partii". También fue el principal defensor de la reconstrucción de Varsovia y la construcción del Palacio de la Cultura y la Ciencia.
Durante su mandato, Bierut reconstruyó su país de la Segunda Guerra Mundial, construyó obras públicas (desde carreteras, monumentos y infraestructura), se mantuvo las relaciones exteriores de Polonia con otros países del Bloque del Este y promovió la educación, el arte, la medicina gratuita, el realismo socialista, el movimiento cooperativo y una campaña de alfabetización y Anticlerical.
Bolesław Bierut murió de un infarto el 12 de marzo de 1956 en Moscú, después de asistir al XX Congreso del Partido Comunista de la Unión Soviética. Su muerte fue repentina, y surgieron muchas teorías cuestionando las circunstancias en las que murió. Su cuerpo fue devuelto a Polonia y enterrado con honores en una tumba monumental en el Cementerio Militar de Powązki.

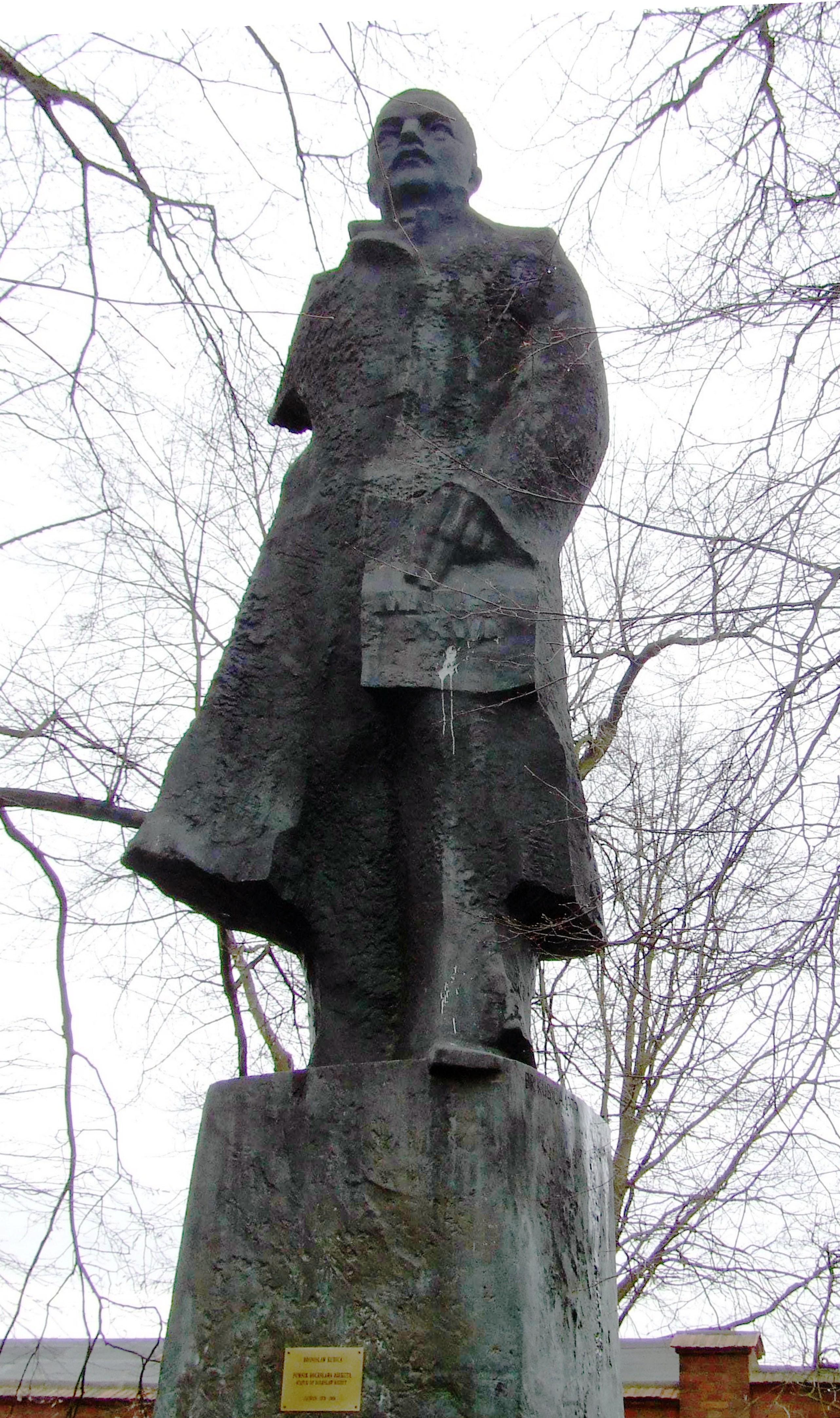
Estatua de Bolesław Bierut

## Biografía

### Primeros años
Bierut nació en Rury, en el Zarato de Polonia (entonces parte del Imperio Ruso), ahora parte de Lublin, hijo de Wojciech y Marianna Bierut, campesinos del área de Tarnobrzeg, siendo el menor de sus seis hijos. En 1900, asistió a una escuela primaria en Lublin. En 1905, lo sacaron de la escuela por instigar protestas contra Rusia. Desde los catorce años se empleó en varios oficios, pero obtuvo una educación superior a través del autoaprendizaje. Influenciado por el izquierdista intelectual Jan Hempel, quien en 1910 llegó a Lublin, antes de la Primera Guerra Mundial Bierut se unió al Partido Socialista Polaco.
Su padre era de origen judío, su nombre era Henryk Rutkowski, pero su apellido real era Rotenschwanz. Bierut siempre ocultó sus orígenes parcialmente judíos, debido al antisemitismo imperante en la Polonia de su época.
A partir de 1915, Bierut participó activamente en el movimiento cooperativo.  En 1916, se convirtió en gerente comercial de la Cooperativa de Alimentos de Lublin, y desde 1918 fue su principal líder, declarando el carácter de "clase-socialista" de la cooperativa. Durante la Primera Guerra Mundial, se quedó a veces en el apartamento de Hempel en Varsovia y tomó comercio y cursos cooperativos en la Escuela de Economía de Varsovia.
En julio de 1921, Bierut se casó con Janina Górzyńska, una maestra de preescolar que lo ayudó mucho cuando sus actividades ilegales lo obligaron a esconderse de la policía.  Fueron casados por un sacerdote en una iglesia en Lublin, aunque el sacerdote, según Janina, los eximió del requisito de confesión. En febrero de 1923 nació su hija Krystyna, seguida por su hijo Jan en enero de 1925.

### Militancia comunista

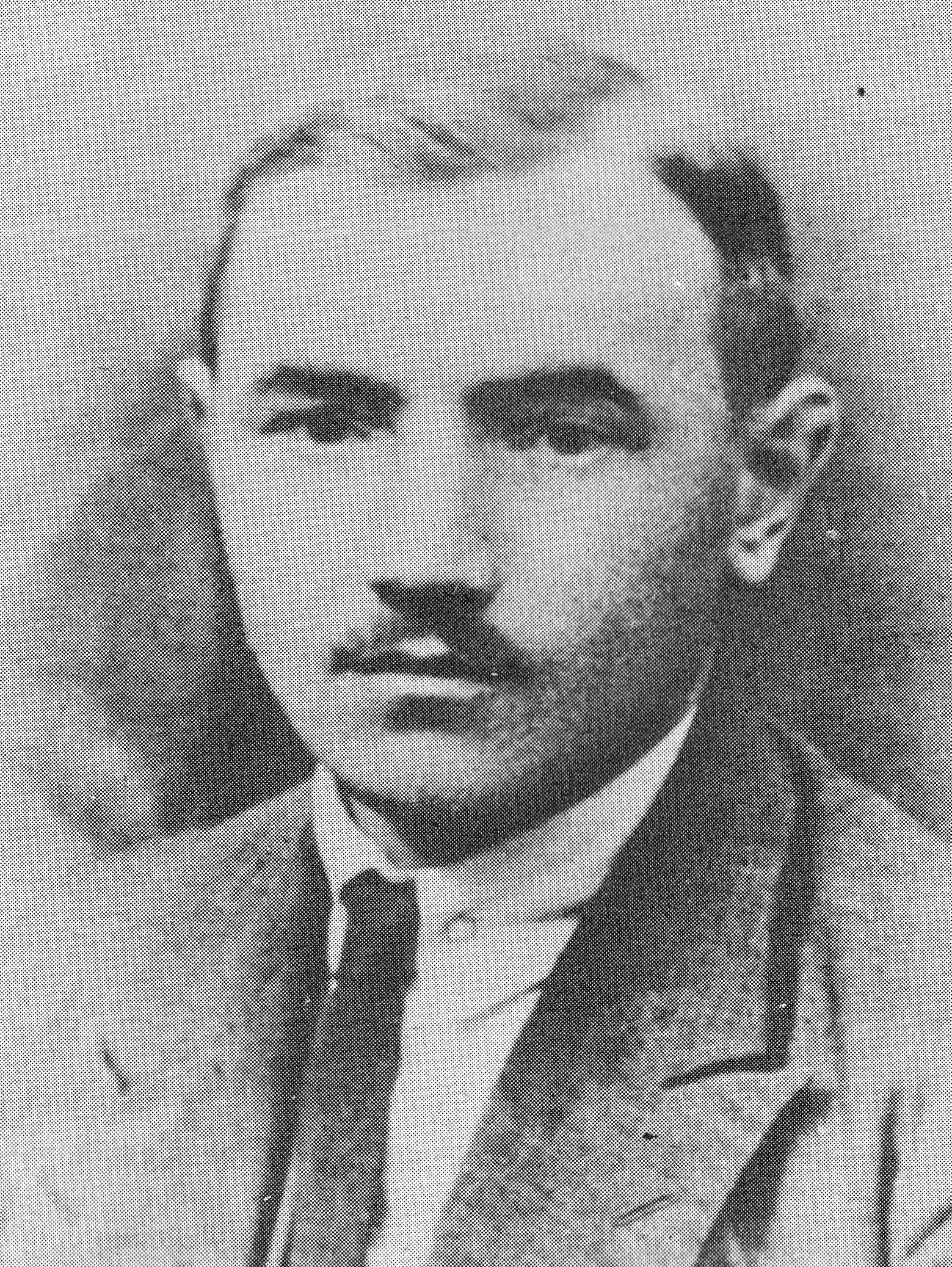
Bierut en 1927

En 1922–25, se unió al Partido Comunista Polaco, trabajó como contador y estuvo activo en Varsovia en la Asociación Polaca de Librepensadores.  En el agosto de 1923, lo enviaron para el trabajo del partido en el Cuenca de Dąbrowa, para manejar la Cooperativa de Alimentos de Trabajadores. Vivió en Sosnowiec, donde trajo a su esposa e hija y donde experimentó el primero de sus muchos arrestos. Detenido repetidamente en varios puntos del país, en octubre de 1924 se trasladó a Varsovia. Se había convertido en un activista del partido conspirador a tiempo completo y en 1925 era miembro de la Secretaría Temporal del Comité Central y luego jefe del Departamento de Cooperativas allí.
Ya confiado por la soviéticos y conociendo bien el idioma ruso, desde octubre de 1925 hasta junio de 1926 Bierut estuvo en el área de Moscú, enviado allí para entrenarse en la escuela secreta de los miembros de la Internacional Comunista.
Detenido en Varsovia en enero de 1927, fue puesto en libertad el 30 de abril, sobre la base de garantías personales emitidas en su nombre por Stanisław Szwalbe y Zygmunt Zaremba. Durante el Cuarto Congreso del Partido Comunista Polaco (KPP, el nuevo nombre del KPRP), que tuvo lugar del 22 de mayo al 9 de agosto de 1927, Bierut se convirtió nuevamente en miembro de la Secretario Temporal del Comité Central. En noviembre, el partido lo envió a la Escuela Internacional Lenin en Moscú. Recibió evaluaciones positivas allí, excepto por no estar completamente libre de errores ideológicos de derecha, característicos, en opinión de la escuela, del partido comunista polaco.

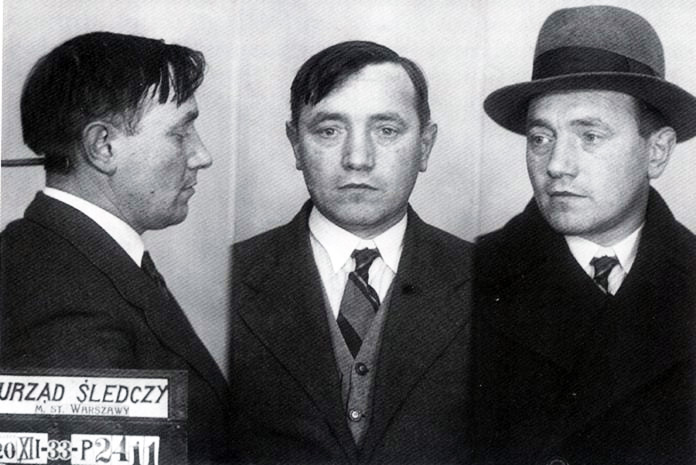
Bierut en 1933 en una foto después de su arresto

En 1930–31, Bierut fue enviado por el Komintern (Internacional Comunista) a Austria, Checoslovaquia y Bulgaria. Muchos detalles de sus actividades no se conocen con certeza, pero desde el 1 de octubre de 1930 fue instructor en el Comité Ejecutivo del Komintern. Más tarde afirmó haber vivido en Moscú entre 1927 y 1932, excepto por un período de nueve meses en 1931, y haber estado matriculado en la Escuela Internacional Lenin hasta 1930. En Moscú conoció a Małgorzata Fornalska, una activista comunista. Se involucraron sentimentalmente y tuvieron una hija, llamada Aleksandra, nacida en junio de 1932. Poco después, Bierut partió hacia Polonia, dejando en Moscú por el momento también a su familia legal, a la que había traído allí.
Sería arrestado por el gobierno anticomunista polaco de la Segunda República de Polonia para luego ser puesto en libertad el 20 de diciembre de 1938, sobre la base de una amnistía anterior. Vivió con su esposa e hijos y trabajó en cooperativas de Varsovia hasta el estallido de la invasión de Polonia.

### En la Unión Soviética
El 1 de septiembre de 1939, la Alemania nazi atacó Polonia.  El 6 de septiembre, el mando militar polaco emitió un llamamiento por radio para que todos los hombres aptos se dirigieran hacia el este.
Bierut salió de Varsovia hacia Lublin, desde donde se dirigió a Kovel. El este de Polonia pronto fue ocupado por el Ejército Rojo y Bierut estuvo a punto de pasar una parte de la Segunda Guerra Mundial en la Unión Soviética. Desde principios de octubre, los soviéticos lo emplearon en capacidades políticas, incluida la vicepresidencia de una comisión electoral regional antes de las Elecciones a las Asambleas Populares de Ucrania Occidental y Bielorrusia Occidental.  Las dos asambleas, una vez establecidas, votaron a favor de la incorporación de los territorios anteriormente polacos en las respectivas Repúblicas de la Unión Soviética.
Bierut pasó el resto de 1939, 1940 y la primera parte de 1941 en la Unión Soviética, en Kiev y Moscú, trabajando, haciendo esfuerzos para sanear su historial como comunista y buscando a Fornalska, a quien conoció en Moscú en  julio de 1940 y nuevamente en mayo de 1941 en Białystok, donde se había mudado con Aleksandra. La madre y la hija fueron evacuadas a Jersón en la Unión Soviética después del estallido de junio de 1941 de la Guerra soviético-alemana, pero Bierut terminó en Minsk.[cita requerida] En noviembre de 1941, las autoridades de ocupación alemana lo emplearon allí como gerente en el departamento de distribución de alimentos y comercio del gobierno de la ciudad. En el verano de 1943, Bierut llegó a Polonia ocupada por los nazis, probablemente enviado allí como un operativo soviético de confianza.  Llegó a unirse a la dirección del Partido Obrero Polaco, un nuevo partido comunista fundado en enero de 1942. Es posible que Fornalska lo haya recomendado para el puesto; lanzada en paracaídas en el Gobierno General en la primavera de 1942, estuvo a cargo de las comunicaciones por radio del PPR con Moscú. Bierut se convirtió en miembro de la Secretaría del partido el 23 de noviembre de 1943.
Si bien hay muchos relatos e historias relacionados con Bierut durante el período 1939-1943, no se sabe mucho con certeza sobre sus actividades y los relatos a menudo son especulativos o son rumores.

### Segunda Guerra Mundial

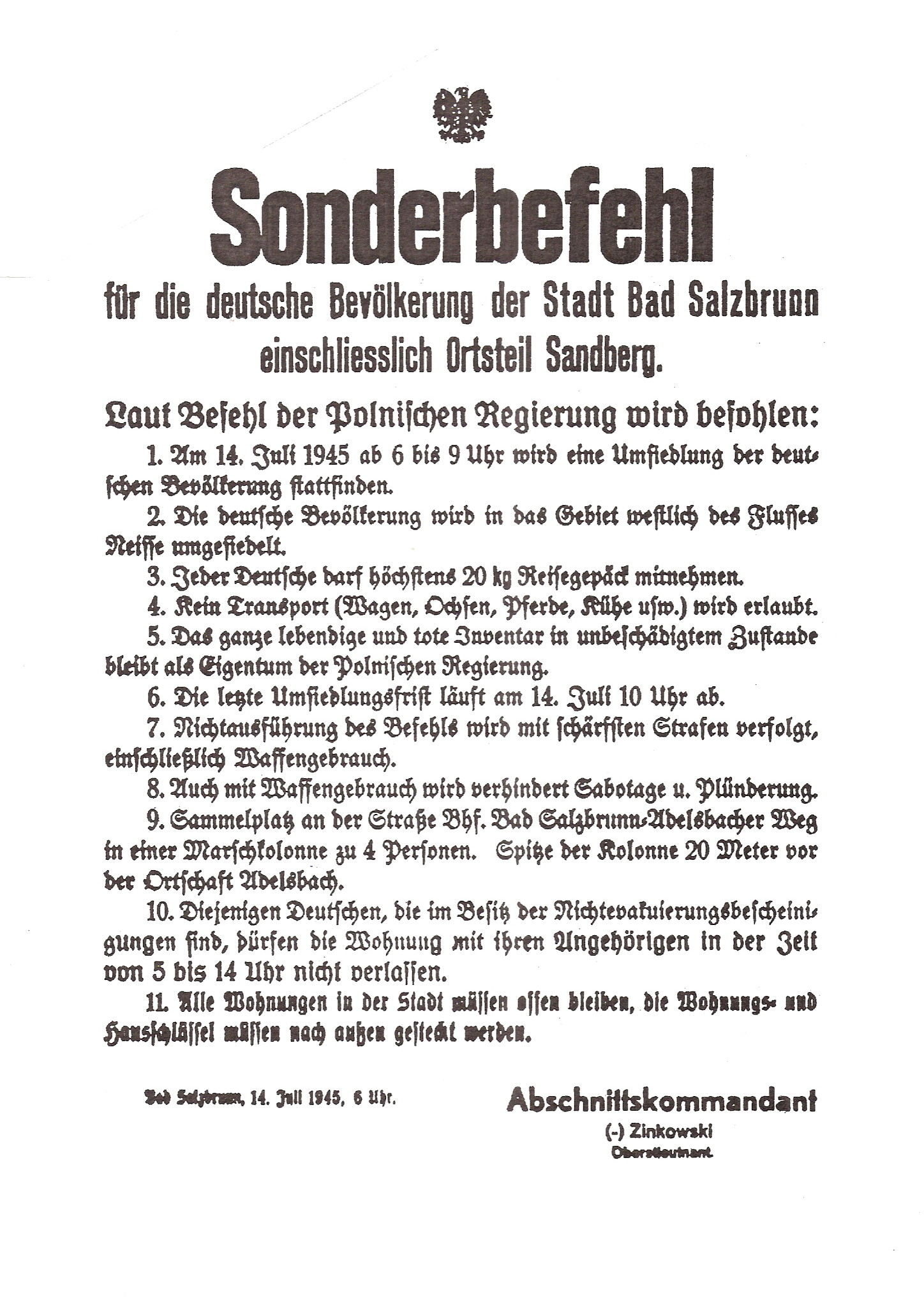
Después de la Segunda Guerra Mundial, basado en parte en las determinaciones de la Conferencia de Potsdam, los Aliados, las autoridades polacas y los comunistas obligaron a los alemanes que abandonaran Polonia.

Continuando como presidente de KRN, desde agosto de 1944 Bierut fue secretamente miembro del Politburó recién creado del PPR;  fue presentado oficialmente al público como un no partidista político.
Tras el estallido del Levantamiento de Varsovia, Bierut llegó a Moscú. El 6 y 7 de agosto de 1944, junto con Wanda Wasilewska y Michał Rola-Żymierski, llevó a cabo negociaciones con el primer ministro Stanisław Mikołajczyk del gobierno polaco en el exilio.  Mikołajczyk rechazó su oferta del puesto de primer ministro en un gobierno de coalición, que de otro modo estaría dominado por los comunistas. La hija de Bierut, Krystyna, participó en el levantamiento como soldado del Armia Ludowa y resultó gravemente herida.
Stalin, asistido por Wasilewska, tuvo dos reuniones con los líderes de Polonia, durante las cuales les dio una conferencia sobre una serie de temas, pero estaba especialmente disgustado por la falta de progreso en la implementación del decreto reforma agraria aprobado por el gobierno en 6 de septiembre. Stalin los instó a proceder enérgicamente con la revolución agraria y eliminar la nobleza terrateniente polaca sin más demoras ni preocupaciones legales indebidas;  Bierut sintió que los comentarios estaban dirigidos a él en particular.

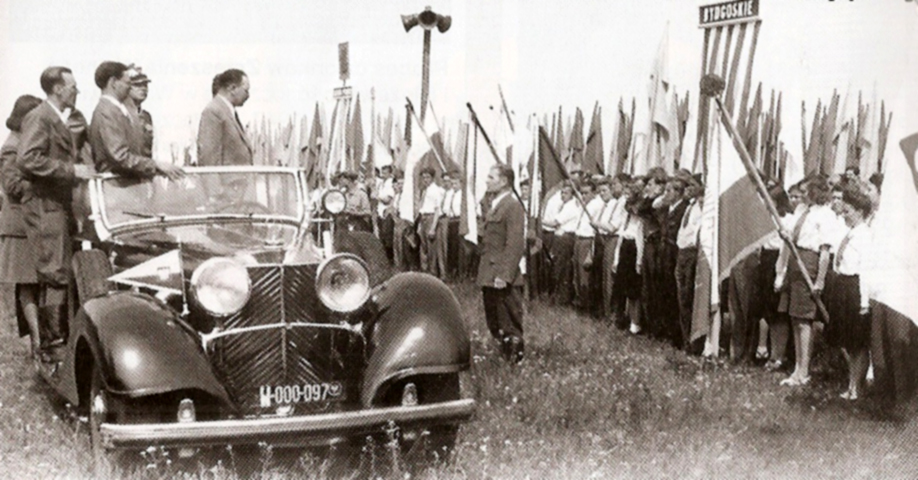
Bolesław Bierut inspeccionando a miembros de la Unión de la Juventud Socialista Polaca en 1946

El 31 de octubre de 1944 se creó un departamento militar del Comité Central del PPR que incluía a Bierut y Gomułka, además de tres generales. Su objetivo era politizar las fuerzas armadas, que actualmente luchan en la guerra, y establecer un cuerpo de oficiales políticamente confiable. Según Eisler, Bierut y Gomułka son responsables de la persecución de la posguerra de muchos ex soldados del Ejército Nacional  y otros grupos e individuos.
En febrero de 1945, la Conferencia de Yalta tuvo lugar en Crimea. En ese momento, Bierut y los departamentos gubernamentales, se trasladó a la ciudad capital de Varsovia.  La ciudad estaba en ruinas y su reconstrucción y expansión se convirtió en una gran preocupación y preocupación para Bierut durante los años siguientes.
En junio de 1945, el Gobierno provisional de la República de Polonia se estableció en Moscú. En julio, Bierut y otros líderes polacos participaron en la Conferencia de Potsdam, donde, junto con Stalin, presionaron con éxito para el establecimiento de la frontera occidental de Polonia en la línea Oder-Neisse. La administración polaca en las antiguas tierras alemanas continuaría hasta la delimitación final de la frontera en el (futuro) acuerdo de paz. 
Los "Territorios recuperados" recién adquiridos de Polonia habían alcanzado así su tamaño máximo alcanzable.

### Carrera
Dirigente del Partido Obrero Unificado Polaco y máximo dirigente de Polonia tras la Segunda Guerra Mundial. Influenciado por las ideas socialistas y la Revolución rusa, Bierut se afilió al Partido Comunista Polaco en 1918. 
Con el apoyo de aquellos, Bierut y el Partido Comunista (renombrado Partido Obrero Polaco), liderando un gobierno aliado de la URSS, encabezó el proceso que convirtió hacia 1947 a Polonia en un Estado socialista. Leal seguidor del estalinismo, Bierut, que fue Presidente de la República de 1947 a 1952, también desempeñó el cargo de secretario general del recién fundado Partido Obrero Unificado Polaco tras reemplazar a Władysław Gomułka en 1948. En 1952 cedió la presidencia para ser primer ministro, dimitiendo en 1954. Falleció mientras asistía al histórico XX Congreso del Partido Comunista de la Unión Soviética (1956), en el que Nikita Jrushchov presentó su informe a favor de la desestalinización.

### Posguerra

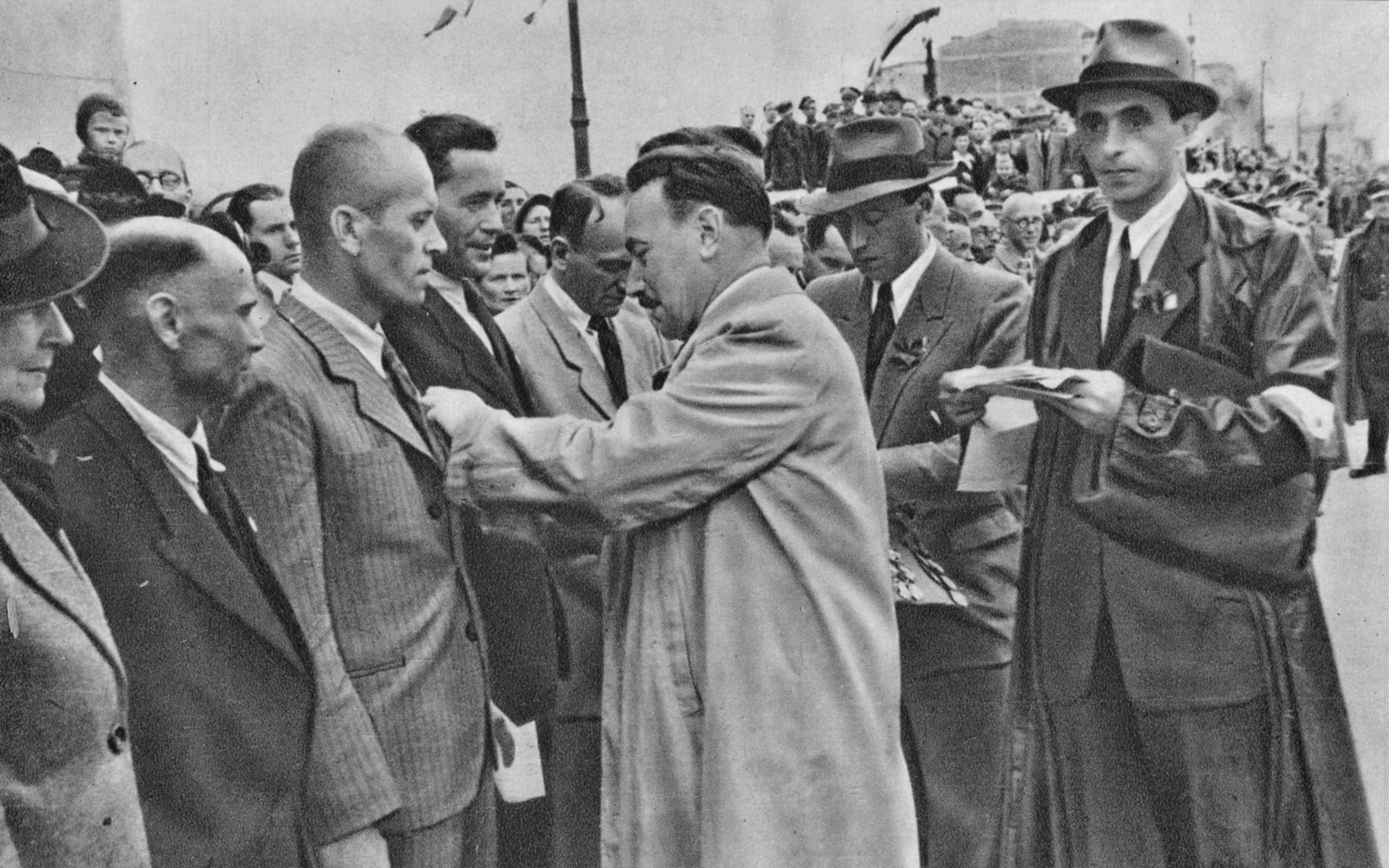
Bierut premiando a los trabajadores más productivos en Varsovia, 1946.

El 30 de junio de 1946, se llevó a cabo el Referéndum de Polonia de 1946.  Se hizo en preparación para las elecciones nacionales ordenadas por la Conferencia de Yalta;  Se suponía que las respuestas afirmativas a las tres preguntas dadas demostrarían el apoyo público a los temas promovidos por los comunistas. Los resultados se creen que fueron falsificados.
El 22 de septiembre de 1946, el gobierno aprobó las reglas electorales y en noviembre fijó la fecha;  las elecciones legislativas retrasadas (Elecciones legislativas polacas de 1947) se llevaron a cabo el 19 de enero de 1947. La coalición liderada por el Partido Obrero Polaco, que se presentó como el Bloque Democrático (Frente de Unidad Nacional), fue opuesta por el PSL de Mikołajczyk.

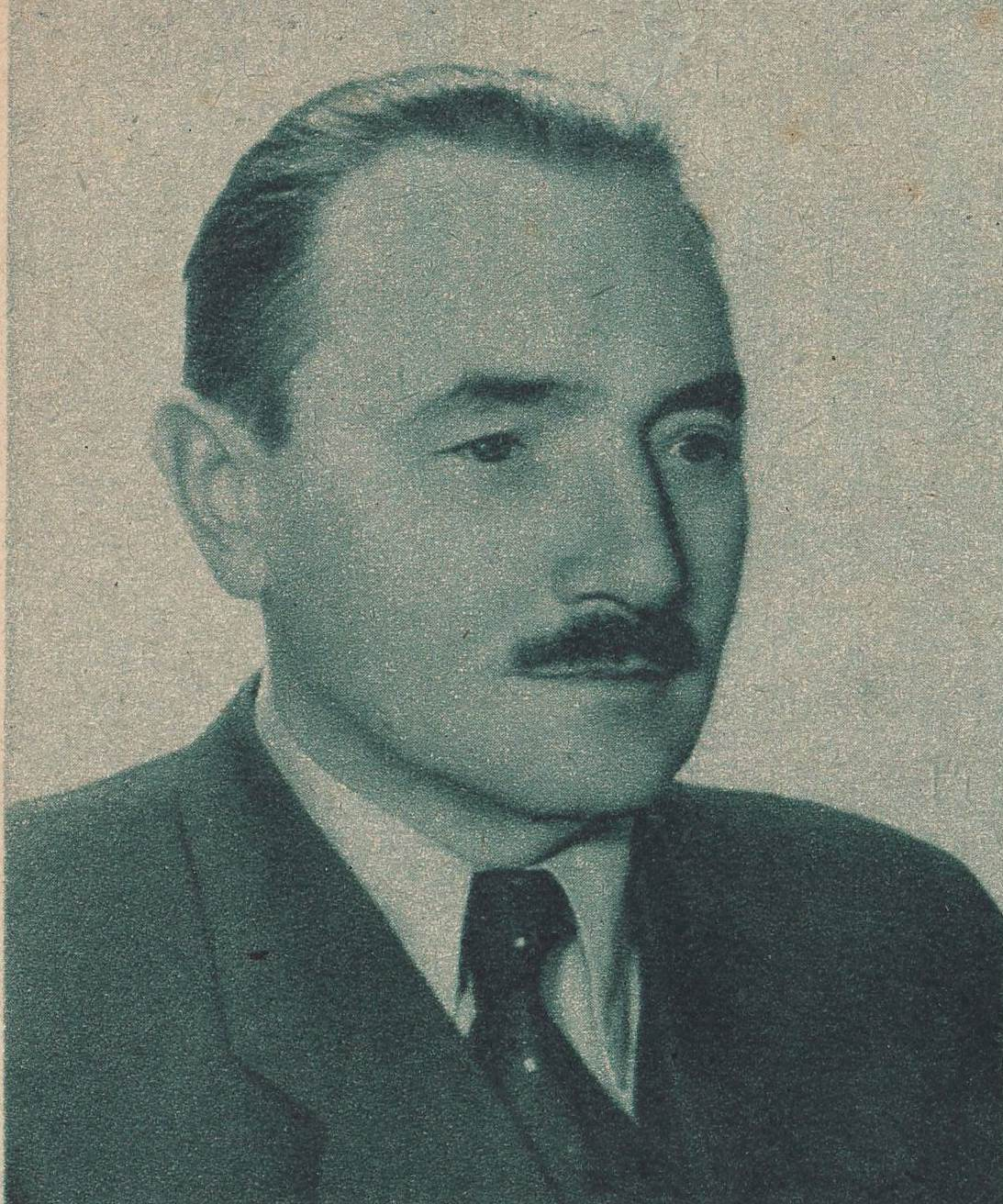
Bierut en 1948

El 16 de noviembre de 1947, durante la ceremonia de inauguración de la estación de radiodifusión de Polish Radio en Breslavia, el presidente Bierut pronunció un discurso titulado "Por la difusión de la cultura".  
El proceso creativo artístico y cultural debe reflejar el gran avance que vive la nación. Debería, pero hasta el momento no es así.
Bierut abogó por una mayor centralización y planificación de la cultura y el arte que, según él, deben formar, educar y absorber a la sociedad. El discurso fue un presagio de la próxima norma del realismo socialista en Polonia.
A veces, Bierut por su cuenta realizó intervenciones especiales con Stalin.  En repetidas ocasiones y en diferentes momentos preguntó a Stalin y Lavrenti Beria sobre el paradero de los desaparecidos comunistas polacos (antiguos miembros del KPP disuelto), muchos de los cuales fueron asesinados o purgados en la Gran Purga en la década de 1930, pero también había muchos supervivientes. También siguió buscando a la familia desaparecida de Fornalska. Si bien Stalin y Beria desalentaron y ridiculizaron los esfuerzos de Bierut, en algunos casos sus esfuerzos trajeron resultados positivos. Además de los comunistas, en su mayoría mujeres sobrevivientes, Bierut pudo traer de vuelta a Polonia muchos otros polacos, incluidos los antiguos soldados del ejército exiliados en la Unión Soviética.
Bierut era un hombre galante, muy querido por las mujeres. Su esposa Janina no vivía con él y muchos de sus asociados no lo conocían. De vez en cuando lo visitaba en sus oficinas y parecía intimidada por los alrededores y la posición de su esposo. Por otro lado, su hijo y sus dos hijas habían visto a Bierut con frecuencia; Pasaron con él vacaciones y vacaciones y él parecía realmente disfrutar de su compañía. La verdadera compañera de Bierut, después del arresto de Fornalska, fue Wanda Górska. Ella trabajaba como su secretaria y en otras capacidades, controlaba el acceso a él y los visitantes a menudo la consideraban la esposa de Bierut.

### Polonia estalinista

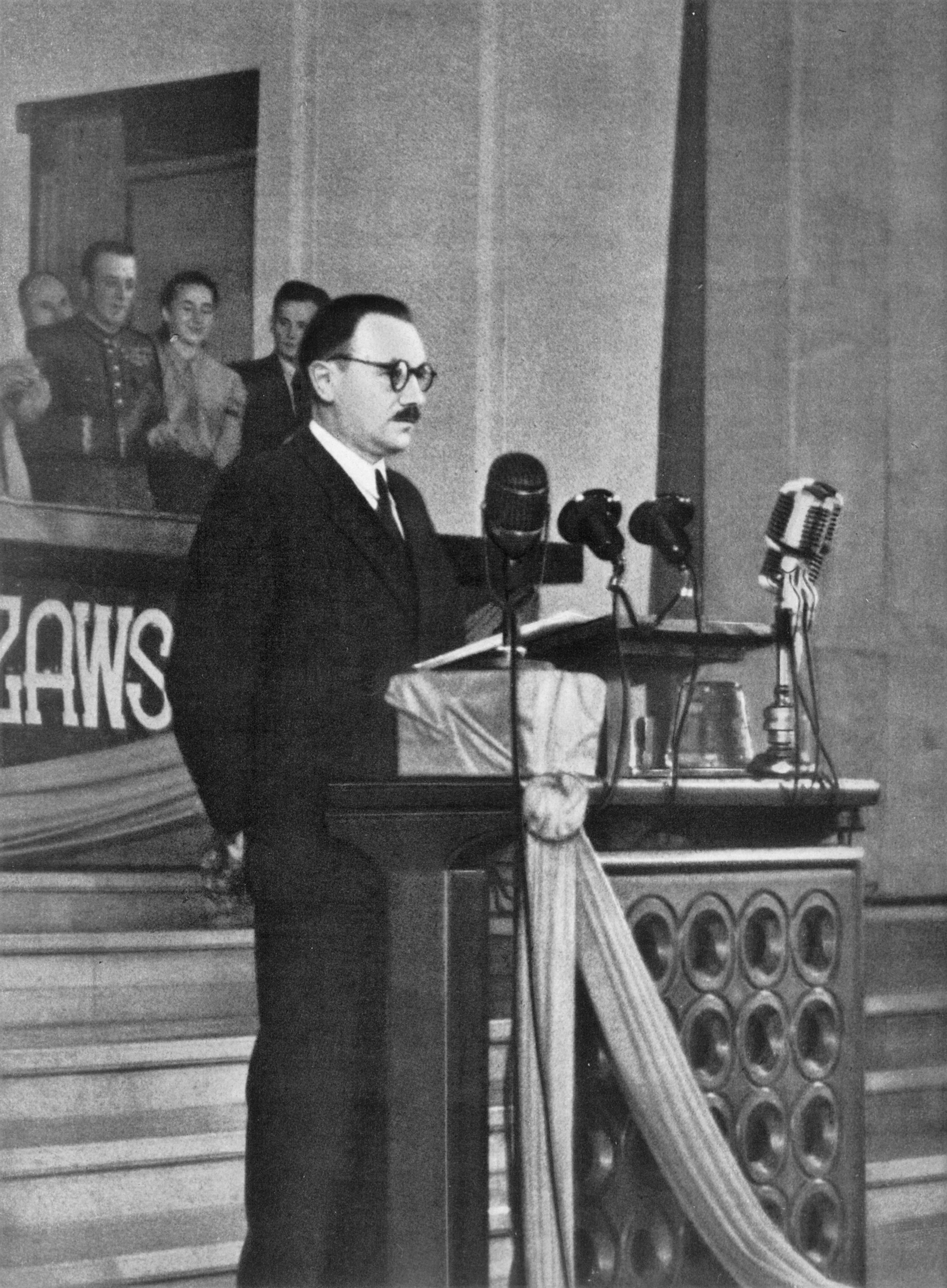
Bolesław Bierut en un discurso de 1949

Gomułka, secretario general del PPR (y hasta ese momento la figura principal en el establecimiento comunista polaco de posguerra), fue acusado de una "desviación nacionalista de derecha" y destituido de su cargo durante una reunión plenaria del Comité Central en agosto de 1948. La medida fue orquestada por Stalin y la elección de Stalin para ocupar el puesto vacante fue el presidente Bierut, que se había convertido así en tanto el principal líder del partido como el principal funcionario estatal.
El histórico Partido Obrero Polaco fue disuelto en el Congreso de Unificación, celebrado en Varsovia en diciembre de 1948. El sucesor sería el  "marxista-Leninista" Partido Obrero Unificado Polaco (PZPR) fue  casi sinónimo de estado y Bierut se convirtió en su primer secretario general. El Plan de tres años de reconstrucción y consolidación económica de la posguerra terminó en 1949 y fue seguido por el Plan de seis años, que intensificó el proceso de industrialización y trajo una extensa urbanización de Polonia.
En noviembre de 1949, Bierut pidió al gobierno soviético que pusiera a disposición al mariscal Konstantin Rokossovsky, un político polaco-soviético y famoso comandante de la Segunda Guerra Mundial, para servir en el gobierno de Polonia. Rokossovsky posteriormente se convirtió en un Mariscal de Polonia y Ministro de Defensa Nacional.

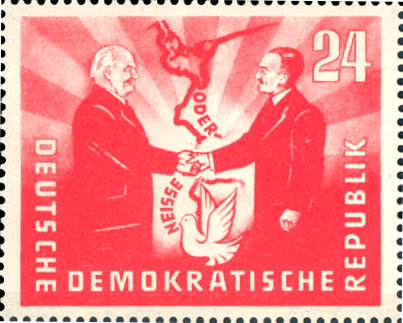
Sello de 1951 de la Alemania del Este en honor del Tratado de Zgorzelec, que estableció la línea Oder-Neisse como una "frontera de paz"; los presidentes Wilhelm Pieck (RDA, izquierda) y Bolesław Bierut (Polonia) aparecen dándose la mano en la frontera.

A principios de agosto de 1951, Bierut hizo arrestar a su principal rival, Gomułka, y a su esposa. Gomułka, aunque encarcelado, se negó a cooperar con sus acusadores y mostró una notable habilidad para defenderse, mientras que la gente de Bierut echó a perder la acusación. Las reformas políticas informales, que tardaron en afianzarse después de la muerte de Stalin, finalmente se materializaron y en diciembre de 1954 Gomułka fue liberado.
Durante la vida de Stalin, Bierut estuvo estrictamente aliado al líder soviético. Bierut recibió habitualmente instrucciones de Stalin por teléfono o fue convocado a Moscú para consultas. Bierut todavía tenía mucho más poder en Polonia que cualquiera de sus sucesores como Primer Secretario del PZPR.  Gobernó junto con sus dos socios más cercanos, Berman y Hilary Minc.

### La constitución de la República Popular de Polonia

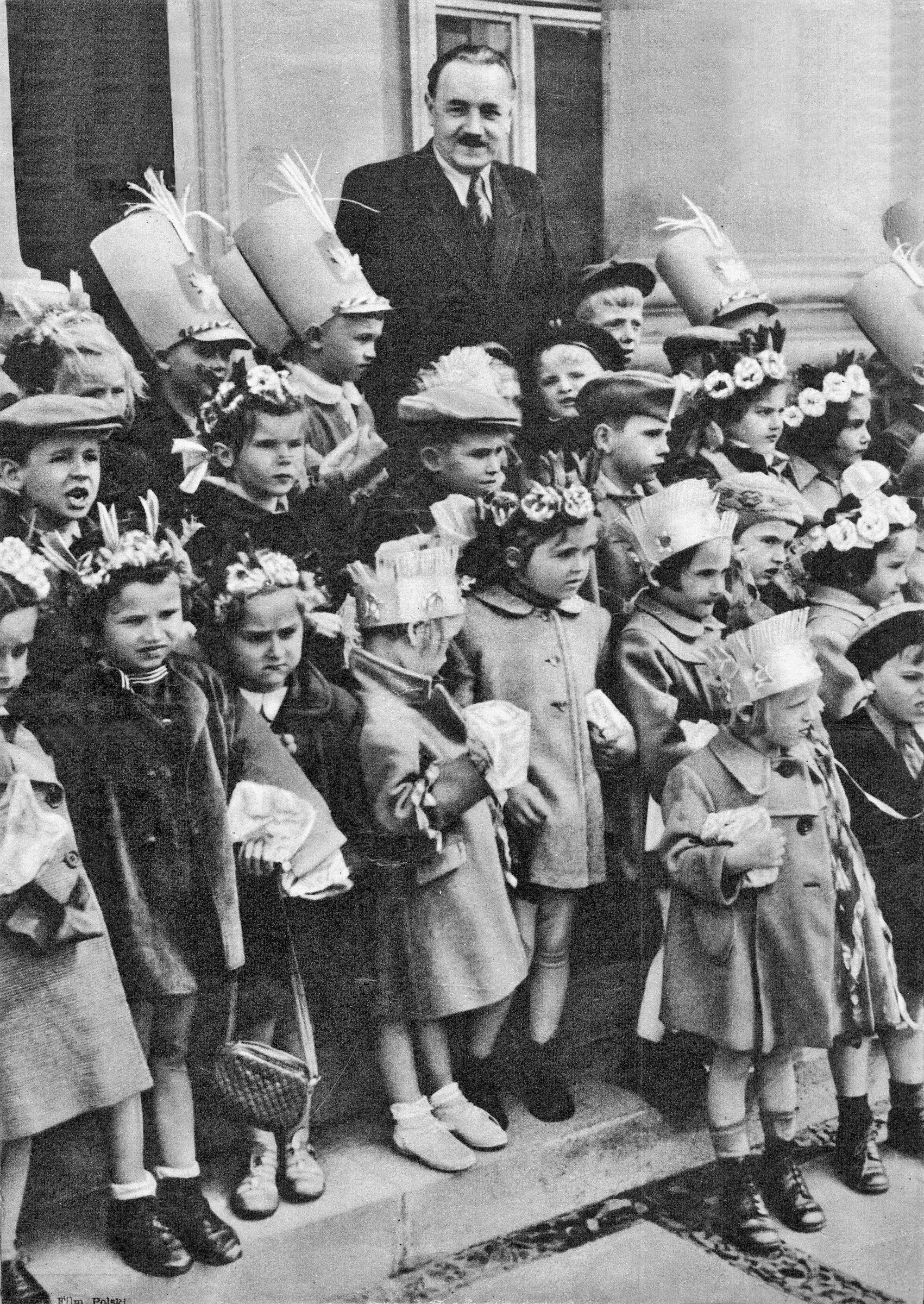
Bierut junto con unos niños en 1951

El apogeo del culto de Bierut, promovido por las autoridades durante varios años, fue la celebración de su sexagésimo cumpleaños el 18 de abril de 1952. Incluyó varios compromisos de producción o realización industriales y de otro tipo asumidos por instituciones y individuos La Universidad de Wrocław y algunas empresas estatales fueron nombradas en su honor. El Departamento de Historia del Comité Central del partido preparó un libro especial sobre Bierut y su vida, mientras que los poetas polacos, incluidos algunos notables, generaron un libro de poemas dedicado al líder. Se emitieron muchos sellos postales dedicados a Bierut.
La República Popular de Polonia (Polska Rzeczpospolita Ludowa) era el nuevo nombre del estado. El Sejm fue designado como la máxima autoridad nacional; representaba a "los trabajadores de las ciudades y pueblos". El cargo de presidente fue eliminado y reemplazado por el Consejo de Estado colegiado, cuyos miembros eran elegidos por el Sejm. El primer presidente del nuevo consejo fue Aleksander Zawadzki. Bierut reemplazó a Józef Cyrankiewicz como primer ministro en noviembre de 1952. La constitución, enmendada muchas veces, permaneció en vigor hasta que una nueva Constitución de Polonia entró en vigor en octubre de 1997, en lo que entonces era la República de Polonia.

### Últimos años

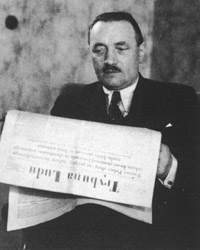
Bierut leyendo Trybuna Ludu, el periódico oficial del PZPR

En marzo de 1953, Bierut encabezó la delegación polaca para el funeral de Stalin en Moscú.
Las relaciones del régimen con la Iglesia Católica siguieron deteriorándose. Las autoridades encarcelaron al obispo Czesław Kaczmarek e internaron al primado de Polonia, el cardenal Stefan Wyszyński.
En la Unión Soviética, los cambios fueron iniciados por el nuevo líder del partido comunista, Nikita Jruschov. El concepto de "liderazgo colectivo", promovido primero en la Unión Soviética, se abrió camino a otros países comunistas, incluida Polonia.  Significaba, entre otras cosas, otorgar las máximas funciones del partido y del Estado a diferentes funcionarios.
El Segundo Congreso del PZPR deliberó del 10 al 17 de marzo de 1954 en Varsovia. El título del jefe del partido de Bierut se cambió de secretario general a primer secretario.  Debido al requisito de separación de funciones, Bierut siguió siendo solo un secretario del partido y Cyrankiewicz volvió al puesto de primer ministro. El Plan de los seis años se modificó y parte de los recursos de inversión industrial pesada se desplazó hacia la producción de artículos de consumo.
Cuando Jruschov, invitado al congreso, preguntó por las razones del encarcelamiento continuo de Gomułka, Bierut profesó su propia ignorancia sobre ese tema.

## Muerte

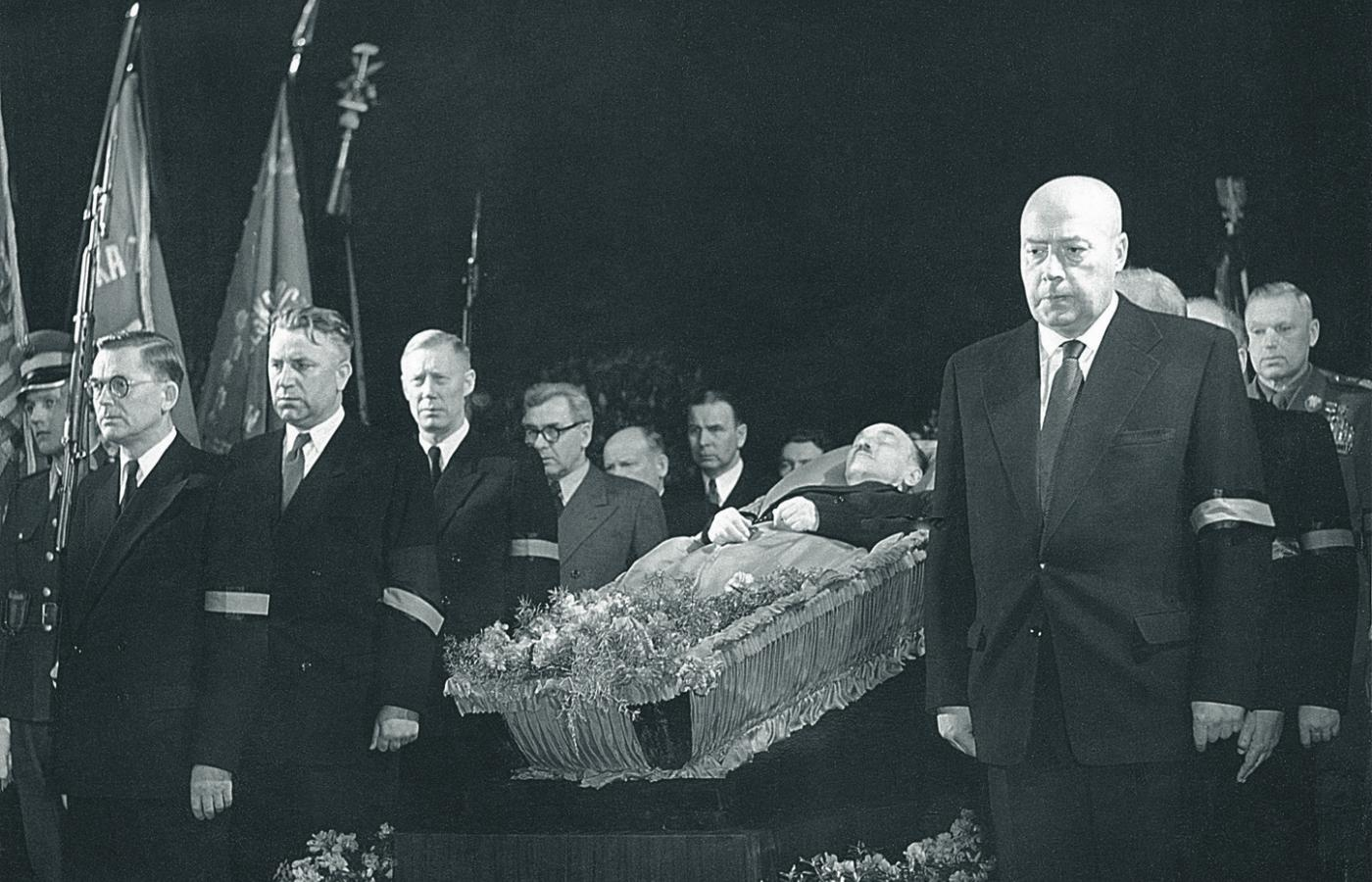
El féretro fúnebre de Bierut, junto al que están Józef Cyrankiewicz, Edward Ochab y Aleksander Zawadzki.

El XX Congreso del Partido Comunista de la Unión Soviética deliberó del 14 al 25 de febrero de 1956. Posteriormente, Bierut no regresó a Polonia con el resto de la delegación polaca, sino que permaneció en Moscú, hospitalizado con una grave influenza, que se convirtió en neumonía y complicaciones cardíacas.
El 3 de marzo, durante una conferencia de activistas del PZPR en Varsovia, Stefan Staszewski y otros criticaron severamente a la actual dirección del partido, incluido el ausente Bierut.
Bierut murió de un ataque cardíaco el 12 de marzo de 1956, después de haber leído el discurso de Nikita Jruschov conocido como el "Discurso secreto", en que Jruschov criticó el culto a la personalidad de Stalin.
Bierut, sin embargo, no moriría hasta dieciséis días después de ese discurso y cuatro miembros de la delegación de estudiantes polacos que estudiaban en Moscú, que se reunieron con él el 25 de febrero de 1956, le dijeron a Eisler que el primer secretario ya mostraba signos de malestar físico en ese momento.

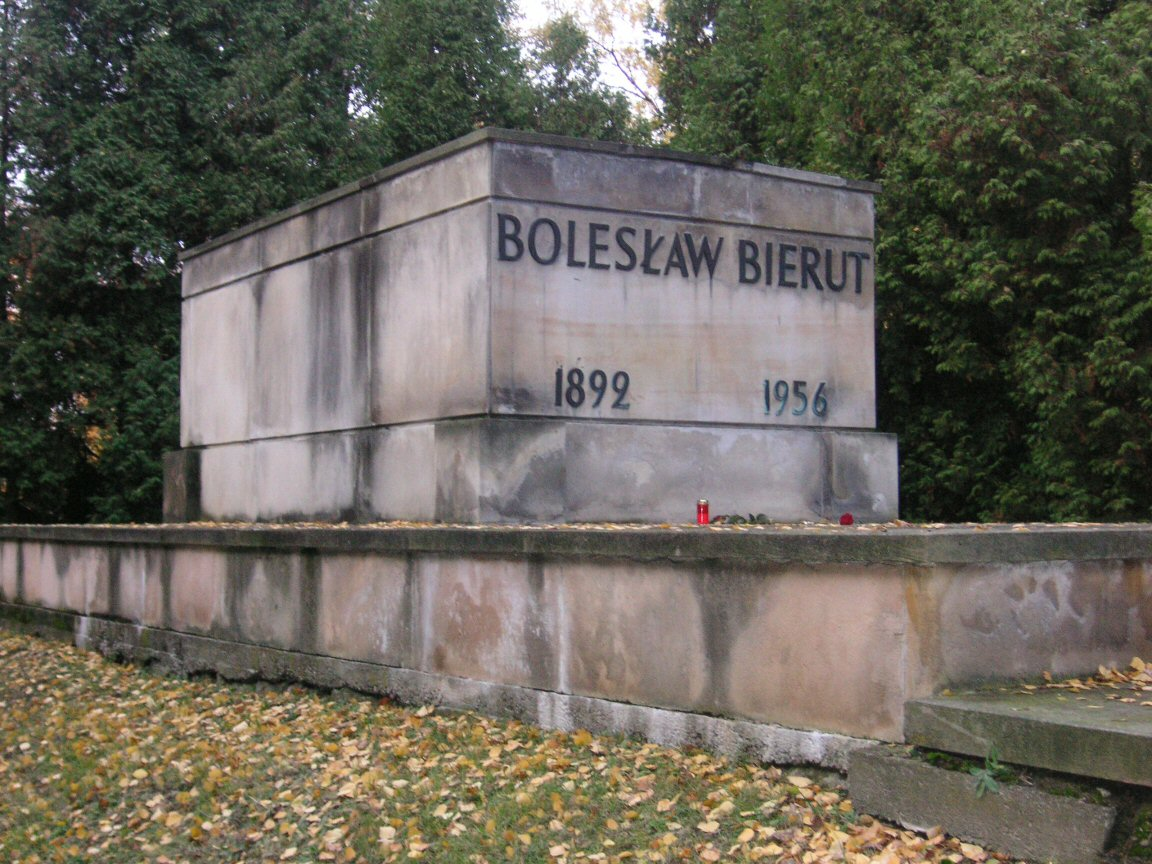
Tumba de Bierut en el Cementerio Militar de Powązki

El difunto líder recibió un espléndido funeral en Varsovia. Se declaró un período de duelo nacional. Los obispos católicos accedieron a la demanda de que las campanas de las iglesias suenen en todo el país el día del funeral.
En un discurso de radio el 14 de marzo, Helena Jaworska, presidenta de la junta directiva de la Unión de la Juventud Socialista Polaca, elogió a Bierut en nombre de la juventud polaca. Recordó las actividades de guerra y posguerra de Bierut y declaró que "el querido amigo de la juventud se ha ido". Habló del "gran hijo de la nación polaca" y de "una persona hermosa y amada".
El funeral, que tuvo lugar el 16 de marzo, fue transmitido por la Radio Polaca durante muchas horas. A los residentes de Varsovia se les dio un día libre en el trabajo para poder participar. Grandes multitudes de personas se reunieron y se unieron a la procesión fúnebre, que comenzó en el Palacio de la Cultura y la Ciencia y terminó en el Cementerio Militar de Powązki, donde tuvo lugar el entierro.

## Legado
Jrushchov, que participó en el funeral de Bierut, permaneció varios días en Varsovia y asistió al Sexto Pleno del Comité Central del PZPR. El 20 de marzo, Edward Ochab fue elegido allí como nuevo primer secretario del partido. El primer ministro Józef Cyrankiewicz entregó un relato detallado de la historia de la enfermedad de Bierut, que se remonta a principios de la primavera de 1950, cuando Bierut experimentó su primer infarto de miocardio. El informe no se hizo público.
Según el historiador Andrzej Garlicki, Bierut murió justo a tiempo para hacer posible la eliminación política de Jakub Berman y el regreso triunfal de Gomułka. Si Bierut hubiera vivido mucho más tiempo, el proceso de desestalinización en Polonia podría haberse estancado.
Poco después de la muerte de Bierut, el 18 de abril de 1956, un barco mercante recién construido en el astillero de Gdańsk fue nombrado Bolesław Bierut.
Durante el gobierno de Gomułka como secretario general del PZPR (1956-1970), la memoria de Bierut quedó marginada. Después de 1970, el primer secretario Edward Gierek devolvió a Bierut a la conciencia pública. Se publicaron algunos libros sobre él y en julio de 1979, en el 35 aniversario de la Polonia socialista, se erigió el monumento de Bierut en Lublin. La leyenda de Bierut se mantuvo y cultivó durante la década de 1970. Gierek y su equipo, según Eisler, idealizaron a Bierut y su época e introdujeron una versión suave del estalinismo, sin el componente de terror del original.
Durante el breve pero turbulento período de Solidaridad, la Universidad de Wrocław intentó recuperar su nombre original, pero el Ministerio de Educación Superior se negó a implementar la resolución de la facultad en enero de 1982.

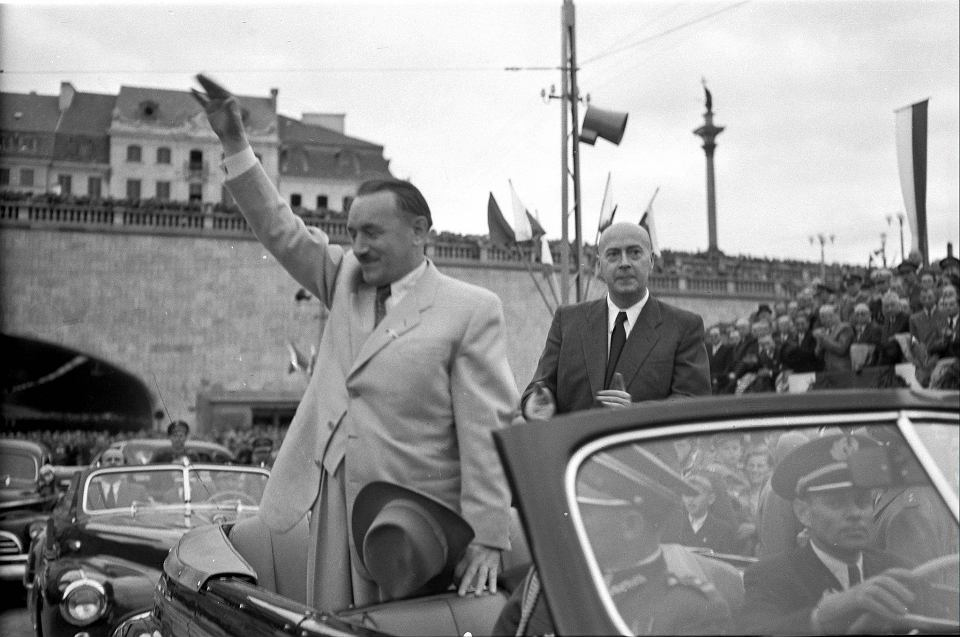
Bolesław Bierut y Józef Cyrankiewicz durante la apertura de una carretera en Varsovia del 2 de julio de 1949.

El 1 de junio de 1987, una fábrica en Skierniewice recibió el nombre de Bierut, que probablemente fue el último resultado de este tipo. En 1989, la Universidad de Wrocław recuperó su antiguo nombre, se derribó el monumento de Bierut en Lublin y pronto se eliminó toda mención de Bierut del espacio público. Sin embargo, los monumentos dedicados a innumerables figuras y grupos públicos y de otro tipo, juzgados comprometidos por sus actividades o relacionados con el régimen comunista, así como otros objetos y nombres, incluidos monumentos de soldados soviéticos de la Segunda Guerra Mundial o polacos del Frente Oriental, se encontraron con el mismo destino.
El historiador Zenobiusz Kozik escribió sobre el "importante papel de Bierut en los profundos procesos sociales, económicos y civilizatorios de esos años. Procesos que provocaron el rápido desarrollo económico del país y un gran avance cultural de grupos enteros y esferas sociales, el avance de la civilización de Polonia influyó en los juicios sobre el lugar de Bierut en la historia de Polonia, especialmente para una determinada generación".
Según los historiadores Eleonora y Bronisław Syzdek, Bierut "no recordaba asociaciones con una figura de déspota o dictador". "Sabía escuchar y expresarse con competencia, aunque formalmente solo completó cinco grados de educación primaria y cursos de cooperación comercial. Los conocimientos que poseía los adquirió a través de la autoeducación". "Personas del entorno inmediato de Bierut, a las que siempre trató con el debido respeto, manteniendo la distancia necesaria en las relaciones formales, hasta el día de hoy conservan una mirada de simpatía hacia él y tratan de defender al expresidente de la Polonia Popular de los juicios negativos".
Leon Chain habló de Beirut: "Refinado, discreto, sereno. No es un águila, pero valora la inteligencia en los demás. Un gran patriota, entusiasta de los conceptos de Stalin pero oponente de sus métodos". Stanisław Łukasiewicz escribió sobre Bierut: "Siempre lee mucho y escribe mucho, especialmente en prisión. Los años pasados en prisión fueron para él el período de sus estudios universitarios".